# ALD Automotive
ALD Automotive è un'azienda francese specializzata in fleet management e leasing, posseduta dalla Société générale.  Con una presenza diretta in quarantuno nazioni, gestisce circa un milione e mezzo di veicoli.
Nel 2015 ha iniziato a gestire il leasing delle biciclette elettriche, nei Paesi Bassi, come parte di un programma sperimentale.
Il 16 giugno 2017 si è quotata nella borsa francese.
Il 6 gennaio 2022 è stata annunciata l'intenzione di acquisire l'azienda competitor Leaseplan in cambio di 4,9 miliardi di euro.
Il 23 maggio 2023 è stato annunciato il completamento dell'acquisizione di Leaseplan.

## Ayvens Carmarket
Ayvens Carmarket (precedentemente conosciuto come ALD Carmarket) è la piattaforma digitale di Ayvens dedicata alla vendita di veicoli usati provenienti da flotte aziendali. Il sistema consente ai professionisti del settore automobilistico di acquistare veicoli interamente online, attraverso diverse modalità di vendita: asta (auction), offerta (tender) e prezzo fisso (fixed price). 
Secondo i dati ufficiali dell’azienda, più di un milione di veicoli sono già stati venduti tramite la piattaforma.
La piattaforma fornisce rapporti dettagliati di ispezione, lo storico completo della manutenzione e informazioni di valutazione dei veicoli. L’accesso è consentito previa registrazione gratuita e convalida delle credenziali, permettendo agli acquirenti professionali di consultare l’inventario globale sia tramite il sito web che l’applicazione mobile.